# 空凳

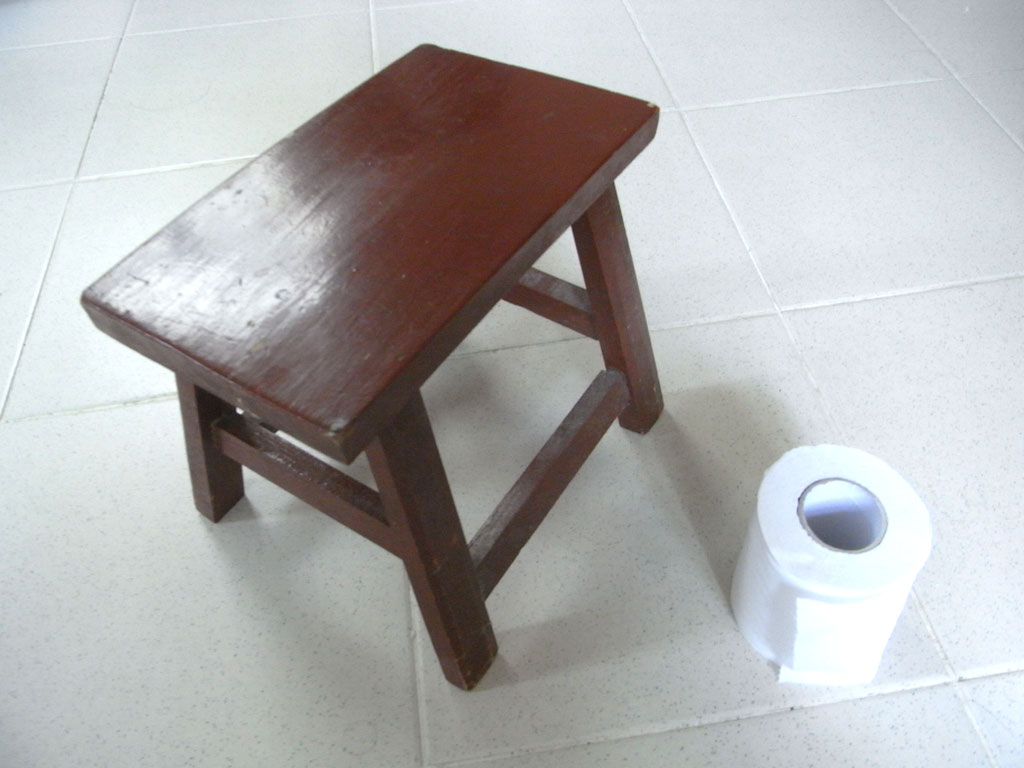
空凳

《空凳》是一首1985年的香港粵語流行歌，林敏怡作曲 ，林振強填詞，夏韶聲主唱，獲得第一屆亞太流行曲創作大賽冠軍，以懷念父親為主題。

## 歌詞主題
歌詞寫「睹物思人」「人去凳空」的傷感，父親曾坐過的一張凳，想起與他促膝而坐的當年時光，追問:「......，為何想講的從前不說清楚」。

## 迴響
在2010年12月，《空凳》曾被泛民主派香港傳媒引用，用作向因被中共囚禁而未能出席頒獎禮諾貝爾和平獎得主劉曉波致敬。